# Nagoyakō (metropolitana di Nagoya)
Nagoyakō (名古屋港駅?, Nagoyakō-eki) è una stazione della metropolitana di Nagoya situata nel quartiere di Minato-ku, a Nagoya, ed è il capolinea della linea Meikō, la diramazione per il porto di Nagoya della linea Meijō.

## Linee
Metropolitana di Nagoya
 Linea Meikō

## Struttura
La stazione è sotterranea, un marciapiede a isola con due binari passanti (entrambi di termine corsa).
| 1-2 | Linea Meikō | per Kanayama, Sakae e Ōzone |

## Stazioni adiacenti
| «           | Servizio    | »             |
| Linea Meikō | Linea Meikō | Linea Meikō   |
| ----------- | ----------- | ------------- |
| Capolinea   | -           | Tsukiji-guchi |